# 포아로
포아로(Poa-ro)은 대한민국의 경상북도 김천시 아포읍에서 시작하여, 구미시 고아읍을 거쳐 연결하는 도로이다.

## 노선 경로
- 국사길와 직결
- 아포역사거리 - 아포대로
- 오로삼거리 - 선산대로

## 주요 건물 및 시설
아포농공단지와 아포119안전센터가 있다. 구미예술창작스튜디오가 길 인근에 위치해있다.